# Station Puigcerdà
Puigcerdà is een spoorwegstation in de gelijknamige plaats in de Spaanse regio Catalonië. Hoewel Puigcerdà slechts 8.800 inwoners telt is het als grensstation een van de belangrijkste stations van de lijn. Het station staat op de Catalaanse monumentenlijst.

## Geschiedenis
Het station werd op 3 oktober 1922 geopend samen met het 13,457 km lange deeltraject La Molina – Puigcerdà van de Trans-Pyreneeënlijn, zoals de lijn Ripoll-Puigcerdà toen heette. Deze was zelf onderdeel van de spoorverbinding tussen Toulouse en Barcelona die op grond van het verdrag van 18 augustus 1904 tussen Frankrijk en Spanje werd gerealiseerd. Omdat zich geen exploitanten inschreven voor de spoorlijn werd de lijn, met een spoorwijdte van 1672 mm, op kosten van de Staat aangelegd, aangezien Spanje verplicht was de lijn tot grens aan te leggen. De officiële opening van het station (en daarmee de gehele lijn) zou de volgende dag plaatsvinden, op 4 oktober 1922, tijdens een ceremonie die werd ingezegend door de bisschop van La Seu d'Urgell. 
De treindienst werd aanvankelijk verzekerd door stoomtractie met tenderlocomotieven van spoorwegmaatschappij Norte, reeks 242 gebouwd door  La Maquinista Terrestre y Marítima (MTM) in Barcelona. Gezien de exploitatiekosten nam het staatsagentschap Explotación de Ferrocarriles por el Estado (Staatsspoorwegexploitatie) de lijn in 1926 over met het doel deze te elektrificeren. De elektrische locomotieven van de reeks 1000 werden in 1929 in dienst genomen, gelijktijdig met de elektrificatie van de lijn Ripoll-Puigcerdà met 1500 volt gelijkspanning, een van de eerste elektrische locomotieven in het gehele Catalaanse spoorwegnet. Eind 1929 werden de locomotieven van de reeks 1000 overgedragen aan de spoorwegmaatschappij Norte.
Op 5 juni 1928 werd de lijn doorgetrokken naar Latour-de-Carol – Enveitg eveneens met de Spaanse spoorwijdte van 1672mm. Bij Koninklijk Besluit van 17 juli 1928 werd bepaald dat de exploitatie van de lijn tussen Ripoll en Puigcerdà, waaronder het station, zou worden verzorgd door Norte, dat deze in pacht zou nemen van de Staat. Op 22 juli 1929 was ook het normaalspoor aan de Franse kant van de grens gereed, waarbij tevens een spoor met de normale spoorwijdte (1435mm), naast dat met de Spaanse spoorwijdte, tussen Puigcerdà en Latour de Carol in gebruik kwam. 
Het uitbreken van de Burgeroorlog in 1936 bracht het station in de Republikeinse zone. Geconfronteerd met de nieuwe situatie legde de Republikeinse regering, die de grote spoorwegmaatschappijen al bij decreet van 3 augustus 1936 in beslag had genomen, het beheer in handen van arbeiders en spoorwegcomités. Dit werd in 1939 teruggedraaid toen de aanhangers van Franco de macht in Catalonië hadden overgenomen. 
In 1941, na de nationalisatie van de Iberische spoorlijn, kwamen de faciliteiten in handen van de nieuw opgerichte RENFE. In 1952 werden Spanje en Portugal het eens over de Iberische spoorwijdte van 1668 mm die vervolgens werd doorgevoerd op het hoofdnet. In 1965 werd de bovenleidingspanning verdubbeld tot 3000 V gelijkstroom.
In 1967 werden de reizigersdiensten over het normaalspoor tussen Latour de Carol en Puigcerdà door SNCF gestaakt. Sindsdien is het normaalspoor buitengebruik en moeten reizigers in Latour de Carol overstappen voor het voortzetten van de reis.
In 1984 werd het station met sluiting bedreigd als onderdeel van een plan om massaal zeer onrendabele lijnen te sluiten, wat werd afgewend door publieke druk en het internationale karakter van de lijn. 
Op 9 maart 1987 werd een proefrit gehouden met een Talgo pendular tussen Barcelona en Le Tour de Carol met de bedoeling om een rechtstreekse treindienst tussen Toulouse en Barcelona te realiseren. De omspoorder in Puigcerdà kwam er niet, net zo min als de rechtstreekse treindienst.
Sinds 31 december 2004 exploiteert Renfe Operadora de lijn, terwijl Adif eigenaar is van de spoorwegfaciliteiten.

## Ligging en inrichting
Het station bevindt zich op kilometerpunt 48,6 van de spoorlijn Ripoll-Puigcerdá, tussen de stations Caixans en La Tour de Carol, op een hoogte van 1.146,64 meter.
Het stationsgebouw ligt aan het stationsplein aan de zuidwest rand van het dorp en heeft twee bouwlagen en een zolder. De begane grond bevindt zich de stationshal, terwijl de eerste verdieping bedoeld is als hotel. Het station heeft een perron met luifel langs het stationsgebouw en spoor 1. Aan de andere kant van spoor 1 ligt het eilandperron tussen spoor 1 en spoor 3. Zodoende is er rond spoor 1 sprake van de Spaanse methode, terwijl spoor 5 zonder perron aan de westkant ligt. Aan de zuidoost kant van het emplacement liggen nog twee kopsporen naast een loods. Deze sporen bestrijken slechts een klein deel van het hele terrein, de faciliteiten voor het normaalspoorbedrijf zijn buitengebruik. Hieronder zijn twee sporen met een normale spoorbreedte die theoretisch geschikt zijn voor treinen met een normale spoorbreedte, aangezien ze geëlektrificeerd zijn en ze aan weerszijden van een eilandperron liggen. Het spoor is in ieder geval begroeid en de reizigerstunnel naar dit perron is dichtgemetseld zodat gebruik voor de reizigersdienst niet mogelijk is. De sporen, zowel normaalspoor als Iberisch spoor, op het emplacement liggen er nog grotendeels maar zijn niet meer met het hoofdspoor verbonden en evenmin geëlektrificeerd. Verder was er een draaischijf op het terrein.

## Treindienst
Het station bedient Puigcerdà en Baixa Cerdanya en ligt aan de lijn Ripoll-Puigcerdà van Adif. Momenteel stoppen hier alleen treinen van lijn R3 van Rodalies de Catalunya, maar voorheen stopten hier SNCF-treinen met normale spoorbreedte. De rol van internationaal station wordt uitsluitend vervuld door Latour-de-Carol-Enveig, vanwaar men kan overstappen op het Franse spoorwegnet. In 2021 telde het 52.425 reizigers, wat overeenkomt met forensenvervoer, een stijging van 26,03% ten opzichte van het voorgaande jaar.

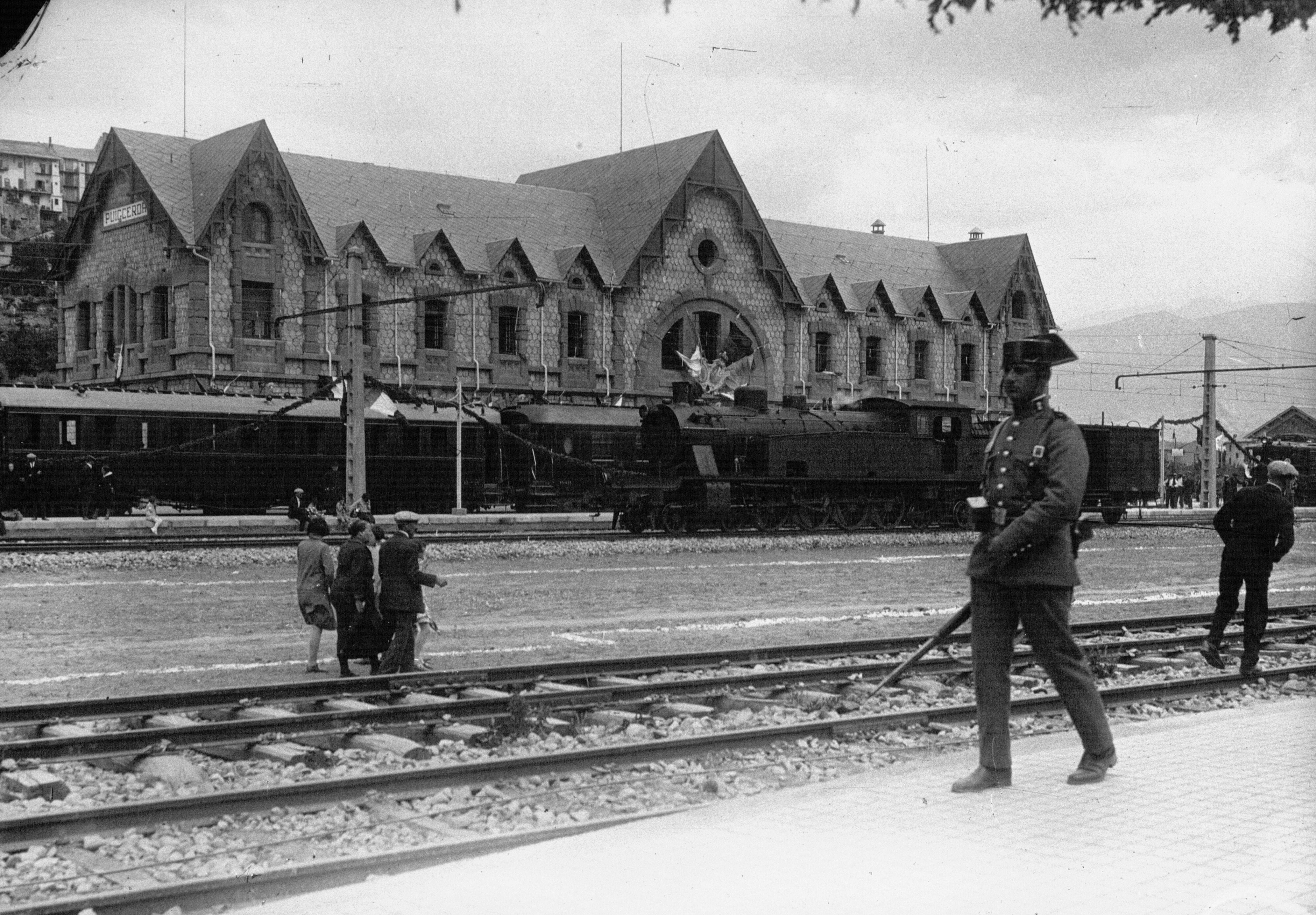
Guardia Civil op patrouille tijdens de openingsceremonie op 21 juli 1929
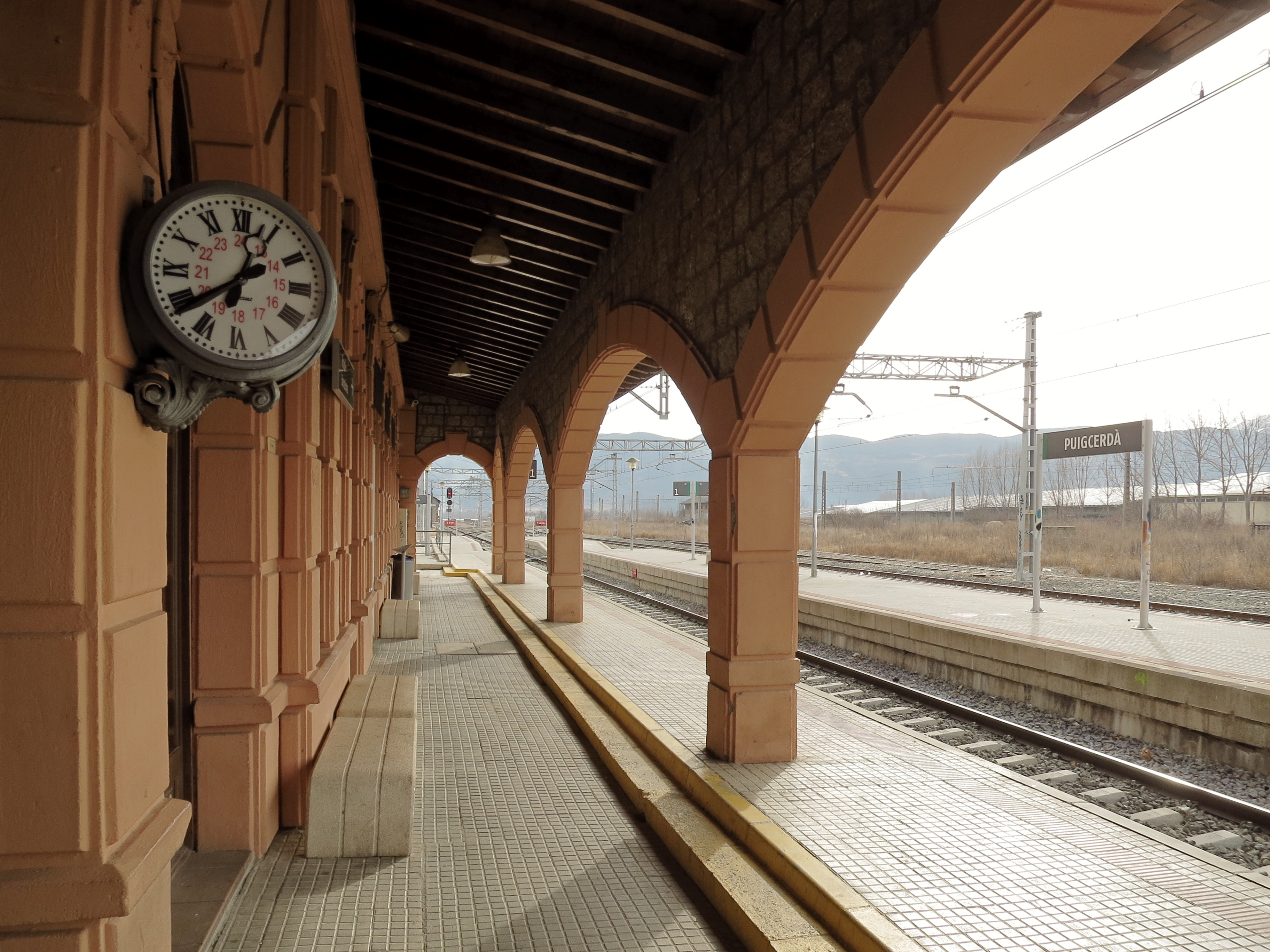
De luifel langs spoor 1
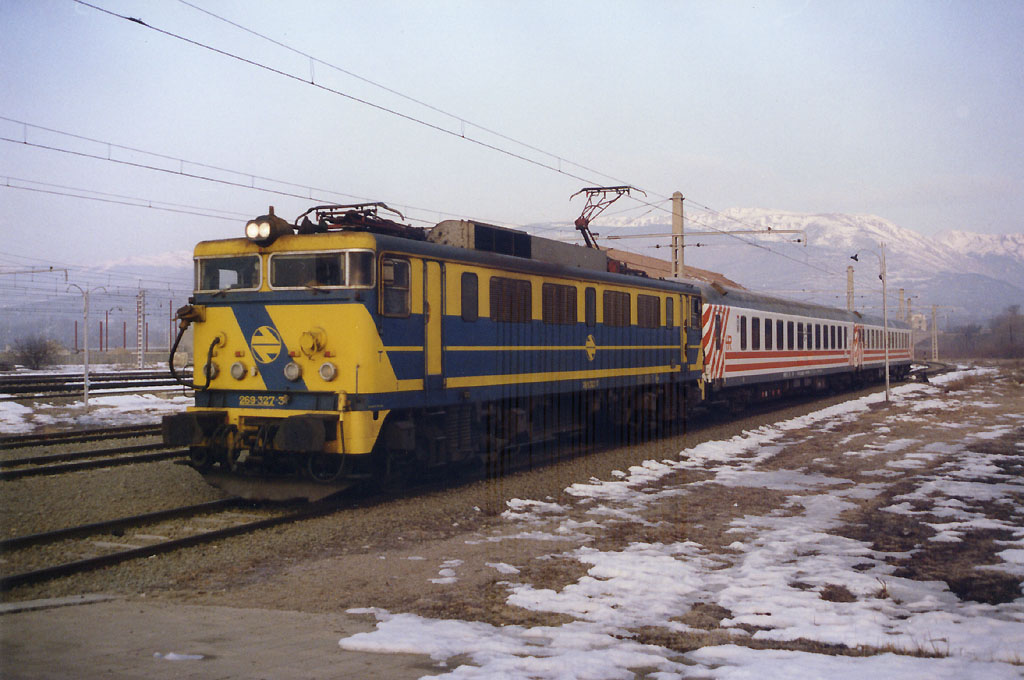
De Pullman Cerdanya in 1992 in het station